# Fernand de Rohan-Chabot
Anne Louis Fernand de Rohan-Chabot, 9e duc de Rohan, né le 14 octobre 1789 à Paris et décédé le 10 septembre 1869 au château de Reuil-en-Brie est un aristocrate et officier français .

## Biographie
Issu de la famille de Rohan-Chabot, branche aînée de la Maison de Chabot, Fernand de Rohan-Chabot est le fils d'Alexandre de Rohan-Chabot , septième duc de Rohan (1761-1816), et d'Anne Louise Elisabeth de Montmorency (1771-1828).
Alors qu'il est enfant, ses parents partent pour l'émigration en 1790 et ne regagnent la France qu'en 1800. 
Remarqué par Napoléon, il entre en 1809 dans les armées impériales comme sous-lieutenant de cuirassiers. il fait la campagne de 1809 contre l'Autriche, puis celle de 1812 contre la Russie, où il est aide de camp du général de Narbonne, lui-même aide de camp de l'Empereur. En 1813, il prend part à la bataille de Dresde. Fait prisonnier sur l'Elbe en 1814, il est libéré, rejoint l'armée française et est promu chef d'escadrons.
Rallié à la Restauration au printemps 1814, il est fait colonel d'état-major, chevalier de Saint-Louis, puis aide de camp du duc de Berry, qui'il accompagne à Gand pendant les cent-jours.  
En 1820, après l'entrée de son frère aîné dans les ordres et l'assassinat du duc de Berry, il prend le titre de prince de Léon, devient premier aide de camp et gentilhomme d'honneur du fils du duc de Berry, le duc de Bordeaux, dont sa belle-mère est gouvernante.  
En 1824, il est fait colonel des hussards de la garde, premier écuyer du duc de Bordeaux ; en 1828 il est promu maréchal de camp. 
À la Révolution de 1830, il refuse, par fidélité à la branche aînée des Bourbons, de prêter serment à Louis-Philippe, se tenant ensuite, avec son épouse, dans l'opposition à la monarchie de Juillet.
Au décès de son frère aîné, Louis François de Rohan-Chabot, huitième duc de Rohan, cardinal et archevêque de Besançon, en 1833, il devient le chef de la Maison de Chabot et le neuvième duc de Rohan.

## Mariage et descendance
Il épouse à Paris le 19 mai 1817 Joséphine-Françoise de Gontaut-Biron de Saint-Blancard (Londres, le 9 octobre 1796 - Paris, 23 mars 1844), fille de Charles-Michel, vicomte de Gontaut-Biron, lieutenant général des armées du Roi, grand-croix de l'ordre royal et militaire de Saint Louis, et de Marie-Joséphine-Louise de Montault-Navailles, gouvernante des Enfants de France. Tous deux ont sept enfants et sont les ancêtres communs à l'ensemble des Rohan-Chabot actuels.
- Charles de Rohan-Chabot (1819-1893), dixième duc de Rohan (1869), le restaurateur du château de Josselin (1819-1893), marié en 1843 avec Octavie Rouillé de Boissy (1824-1866), dont postérité (actuel duc de Rohan) ;
- Louise Joséphine de Rohan-Chabot (1822-1844), mariée en 1841 avec Marie Alfred Charles Gaston de Béthisy, marquis de Mézières, pair de France (1815-1881) ;
- Louise Anne de Rohan-Chabot (1824-1868), mariée en 1847 avec Georges Alexandre, comte Esterhazy de Galantha, chambellan et ambassadeur de l'empereur d'Autriche ;
- Charles Guy Fernand de Rohan-Chabot, comte de Chabot (1828-1907), marié en 1858 avec Alicia Baudon de Mony (1837-1889), dont postérité ;
- Alexandrine de Rohan-Chabot (1831-1907), mariée en 1851 avec Henri Charles Louis, comte de Beurges, maître de forges, conseiller-général, député de la Haute-Marne, (1822-1912) ;
- Raoul Henri Léonor de Rohan-Chabot, vicomte de Chabot (1835-1922), marié en 1869 avec Berthe de Chabrol-Tournoël (1834-1929), dont postérité ;
- Jeanne Charlotte Clémentine de Rohan-Chabot (1839-1929), mariée en 1865 avec le petit-fils d'Antoine-Ignace Anthoine, Arthur Anthoine de Saint-Joseph(1829-1865), dont postérité[3].

## Distinctions
- Commandeur de la Légion d'honneur
- Chevalier de l'ordre royal et militaire de Saint-Louis
- Médaille de Sainte-Hélène
- Chevalier de l'ordre du Mérite militaire (Bavière)

## Armes
| Blason | Blasonnement : Écartelé de gueules à neuf macles d'or (qui est de Rohan), et d'or à trois chabots de gueules (qui est Chabot). |